# Бониперти, Джампьеро
Джампье́ро Бонипе́рти (итал. Giampiero Boniperti; 4 июля 1928, Баренго, Пьемонт — 18 июня 2021, Турин) — итальянский спортивный и политический деятель. Всю свою карьеру футболиста провёл в «Ювентусе», выиграв пять титулов Серии А и два титула Кубка Италии. Он также выступал за национальную сборную Италии на международном уровне и принимал участие в финальных стадиях чемпионатов мира 1950 и 1954 годов, а также на летних Олимпийских играх 1952 года. После ухода из профессионального футбола Бониперти был генеральным директором и председателем «Ювентуса», а затем депутатом Европейского парламента.
Несколькими экспертами, в том числе Марио Сконцерти, Бониперти рассматривается как один из величайших игроков Италии и «Ювентуса», а некоторые спортсмены, такие как Бруно Николе, считают его величайшим игроком Италии всех времен. С 182 голами во всех соревнованиях, Бониперти был лучшим бомбардиром в истории «Ювентуса» более 40 лет, пока его рекорд не был побит Алессандро Дель Пьеро 10 января 2006 года. Дель Пьеро также побил клубный рекорд по играм в Серии А, когда он сыграл свою 444-ю игру в серии А 14 февраля 2010 года, победив «Дженоа» со счетом 3:2. С 443 играми в национальном чемпионате за «Ювентус» Бониперти в настоящее время занимает третье место, уступая только Дель Пьеро и Джанлуиджи Буффону. Бониперти также был рекордсменом по количеству минут, сыгранных игроком «Ювентуса» в Серии А (39 680), пока его рекорд не был побит Буффоном 19 марта 2017 года на 66-й минуте гостевой игры против «Сампдории». Бониперти является одиннадцатым в списке бомбардиров Серии А за всю историю турнира. В марте 2004 года Пеле включил его в список 125 лучших футболистов мира.

## Биография
- 1946—1961 — нападающий «Ювентуса» (с 1954 года — капитан)
- 1947—1960 — игрок сборной Италии (с 1952 года — капитан)
- 1971—1990 — президент «Ювентуса». При нём, как президенте, команда выиграла: 9 Скудетто, Кубок европейских чемпионов, Межконтинентальный кубок, Кубок обладателей кубков, Кубок УЕФА, Суперкубок УЕФА и 4 Кубка Италии
- 1994—1999 — депутат Европейского парламента от движения «Форца Италия»
- Почётный президент «Ювентуса»

За всю карьеру забил 182 мяча. В течение 40 лет являлся самым результативным игроком «Ювентуса», с 2006 года — второй по результативности после Алессандро Дель Пьеро.
Был включён Пеле в список «ФИФА 100», куда вошли 125 великих живущих футболистов.

## Достижения

### Командные
«Ювентус»
- Чемпион Италии (5): 1949/50, 1951/52, 1957/58, 1959/60, 1960/61
- Обладатель Кубка Италии (2): 1958/59, 1959/60
- Бронзовый призёр Латинского кубка: 1952

### Личные
- Лучший бомбардир чемпионата Италии: 1947/48
- Лучший бомбардир Латинского кубка: 1952
- Включён в Зал славы итальянского футбола: 2012
- Входит в список ФИФА 100

### Награды
- Великий офицер ордена «За заслуги перед Итальянской Республикой» (30 сентября 1991 года)[16]
- Командор ордена «За заслуги перед Итальянской Республикой» (2 июня 1975 года)[17]

## Статистика выступлений
| Клуб             | Сезон            | Лига | Лига | Кубок Италии | Кубок Италии | Еврокубки | Еврокубки | Прочие | Прочие | Итого | Итого |
| Клуб             | Сезон            | Игры | Голы | Игры         | Голы         | Игры      | Голы      | Игры   | Голы   | Игры  | Голы  |
| ---------------- | ---------------- | ---- | ---- | ------------ | ------------ | --------- | --------- | ------ | ------ | ----- | ----- |
| Ювентус          | 1946/47          | 6    | 5    | -            | -            | -         | -         | 0      | 0      | 6     | 5     |
| Ювентус          | 1947/48          | 40   | 27   | -            | -            | -         | -         | 0      | 0      | 40    | 27    |
| Ювентус          | 1948/49          | 32   | 15   | -            | -            | -         | -         | 0      | 0      | 32    | 15    |
| Ювентус          | 1949/50          | 35   | 21   | -            | -            | -         | -         | 0      | 0      | 35    | 21    |
| Ювентус          | 1950/51          | 37   | 22   | -            | -            | -         | -         | 6      | 6      | 43    | 28    |
| Ювентус          | 1951/52          | 33   | 19   | -            | -            | -         | -         | 2      | 3      | 35    | 22    |
| Ювентус          | 1952/53          | 29   | 7    | -            | -            | -         | -         | 0      | 0      | 29    | 7     |
| Ювентус          | 1953/54          | 30   | 14   | -            | -            | -         | -         | 0      | 0      | 30    | 14    |
| Ювентус          | 1954/55          | 27   | 9    | -            | -            | -         | -         | 0      | 0      | 27    | 9     |
| Ювентус          | 1955/56          | 31   | 6    | -            | -            | 0         | 0         | 0      | 0      | 31    | 6     |
| Ювентус          | 1956/57          | 24   | 4    | -            | -            | 0         | 0         | 0      | 0      | 24    | 4     |
| Ювентус          | 1957/58          | 34   | 8    | 6            | 1            | 0         | 0         | 0      | 0      | 40    | 9     |
| Ювентус          | 1958/59          | 26   | 8    | 3            | 0            | 2         | 0         | 2      | 0      | 33    | 8     |
| Ювентус          | 1959/60          | 31   | 7    | 3            | 0            | 0         | 0         | 2      | 0      | 36    | 7     |
| Ювентус          | 1960/61          | 28   | 6    | 1            | 0            | 1         | 0         | 0      | 0      | 30    | 6     |
| Всего за карьеру | Всего за карьеру | 443  | 178  | 13           | 1            | 3         | 0         | 12     | 9      | 471   | 188   |